# Кісіте-Мпунгуті (морський національний парк)
Морський національний парк Кісіте-Мпунгуті розташований на південному узбережжі Кенії поблизу містечка Шімоні та на південь від острова Васіні в окрузі Квале поблизу кордону з Танзанією. Парк Кісіте має площу 11 км² тоді як заповідник Мпунгуті — 28 км². 
В парк містить територію з чотирма невеликими островами, оточеними кораловими рифами.
Морське життя парку дуже багате, тут можна зустріти рибу-спинорога, мурену, щетинкозубих, рибу-ангела, рибу-метелика, рибу-папугу, груперів, губана, скорпена, скелезуба, рибу-фугу, даму, скатів, луціанів, зелених морських черепах, морських черепах і дельфінів. Горбаті кити та китові акули є сезонними.

## Зовнішні посилання
- World Database on Protected Areas – Kisite-Mpunguti Marine National Park